# Erich Ernst
Eduard Wilhelm Heinrich Erich Ernst (* 24. März 1889 in Einbeck; † 2. Mai 1945 in Berlin) war ein deutscher SA-Führer.

## Leben

### Jugend und Erster Weltkrieg (1889 bis 1918)
Ernst entstammte einer bürgerlichen Familie. Wie ein Zeitungsartikel vom Mai 1934 ausdrücklich betont, war er mit seinem langjährigen Vorgesetzten, dem SA-Führer Karl Ernst, nicht verwandt. In seiner Jugend besuchte Ernst die humanistischen Gymnasien in Gandersheim und Hildesheim. Anschließend absolvierte er von 1905 bis 1908 eine Lehre im Bankfach und arbeitete von 1908 bis 1914, zuerst für das Bankhaus Meyersfeld, Braunschweig und anschließend für die Braunschweigische Bank und Kreditanstalt, als Bankbeamter.
Von 1914 bis 1918 nahm Ernst als Kriegsfreiwilliger im R.I.R. 78 und I.R. 73 am Ersten Weltkrieg teil. Im Krieg kam er in der Champagne, am Hartmannsweiler Kopf, vor Verdun, in Flandern und in den Vogesen zum Einsatz. Nach einer Verwundung fand er bis 1916 Verwendung als Führer einer Feldeisenbahnbetriebskompanie. 1915 wurde Ernst für besondere Leistungen als Nahkämpfer mit dem Eisernen Kreuz 1. Klasse ausgezeichnet und am 6. November 1915 zum Leutnant befördert.

### Weimarer Republik (1919 bis 1933)
Nach dem Krieg arbeitete Ernst in Berlin im Verkehrswesen, zunächst bis 1921 in der Revision der Berliner Straßenbahn und anschließend bis 1931 als Oberinspektor im Verband Deutscher Verkehrsverwaltungen. Von Juli 1933 bis Oktober 1934 war er Chef der Personalabteilung der Berliner Verkehrsbetriebe.
Zum 1. November 1930 trat Ernst in die NSDAP ein (Mitgliedsnummer 359.472). Im selben Jahr wurde er Mitglied der Sturmabteilung (SA), in der er zunächst im Sturm 37 (Köpenick) zum Einsatz kam. Im Frühjahr 1931 beteiligte er sich an der Niederschlagung der als Stennes-Putsch bekannt gewordenen Erhebung von Teilen der Berliner SA gegen die Politik der Münchener Führung der NSDAP und SA um Adolf Hitler und Ernst Röhm. Zu dieser Zeit wurde er am 8. April 1931 in den Stab des Gausturms Berlin aufgenommen. Anschließend wurde Ernst dem selbständigen Sturmbann V unter Wilhelm Sander zugeteilt. 
Ende 1931 erhielt Ernst die Ernennung zum Adjutanten der Standarte 5, abermals unter Sander, in der er im Juli 1932 zum Sturmbannführer befördert wurde.

### Zeit des Nationalsozialismus (1933 bis 1945)
Als Sander im März 1933 zum Stabsführer der SA-Gruppe Berlin-Brandenburg ernannt wurde, übernahm Ernst zum 15. März 1933 seine Nachfolge als Führer der Standarte 5 unter gleichzeitiger Beförderung in den Rang eines Standartenführers. Als Führer der Standarte 5 unterstanden ihm fortan die SA-Einheiten der Berliner Bezirke Friedrichshain, Treptow und Oberschönweide. 
Im Sommer 1933 wurde die Standarte 5 unter der Bezeichnung Brigade 28 zur Brigade aufgewertet, wobei Ernst – nunmehr im Rang eines Oberführers – weiterhin die Führung behielt. Ihm unterstanden fortan vier Standarten der Brigade 28 mit etwa 12.000 SA-Leuten. Die Führung der Brigade behielt er bis zum 23. Oktober 1934. Im Gefolge der Röhm-Affäre wurde ein Disziplinarverfahren gegen Ernst vor dem Sondergericht der Obersten SA-Führung eingeleitet: Gemäß Beschluss des Sondergerichts vom 23. Oktober 1934 wurde er infolgedessen in den Rang eines SA-Sturmbannführers zurückversetzt.
Von November 1934 bis April 1935 fungierte Ernst dann als Führer des Sturmbanns IV/R30 und von April bis September 1935 Führer der Standarte R 28. Daneben arbeitete er als Reichsrevisor im Schatzamt der Deutschen Arbeitsfront.
Am 1. September 1935 wurde Ernst erneut hauptamtlicher SA-Führer und übernahm in dieser Eigenschaft als Beauftragter die Führung des Stabes der Brigade 30. In dieser Stellung wurde er am 9. November 1935 zum SA-Obersturmbannführer befördert. Ab März 1936 bekleidete Ernst dann den Posten des Referenten für Ausbildung im Stab der SA-Gruppe Berlin-Brandenburg. In dieser Stellung wurde er am 9. November 1936 zum SA-Standartenführer erhoben. Anschließend kommandierte er von Februar 1937 bis April 1938 die SA-Standarte 1 "Hans Maikowski" in Berlin. 
1938 siedelte Ernst nach Bayern über, wo er bis zum 30. August 1940 als Hauptreferent im Stab der SA-Gruppe Franken fungierte. 
Nach Beginn des Zweiten Weltkriegs wurde Ernst zeitweise zur Wehrmacht eingezogen, in der er vom 24. August 1939 bis zum Juli 1940, mittlerweile zum Oberleutnant befördert, als Adjutant der Kommandantur Nürnberg-Fürth, Dienst tat. Nach seiner Unabkömmlich-Stellung durch die SA amtierte er vom 1. September 1940 bis zum 2. Mai 1945 als Stabsführer der SA-Gruppe Warthe in Posen.

## Beförderungen
- 9. November 1932: SA-Sturmbannführer
- 15. März 1933: SA-Standartenführer
- 30. November 1934: SA-Oberführer
- 23. Oktober 1934: SA-Sturmbannführer (Zurückversetzung)
- 9. November 1935: SA-Obersturmbannführer
- 9. November 1936: SA-Standartenführer
- 9. November 1938: SA-Oberführer (Führerbefehl 68)
- 30. Januar 1942: SA-Brigadeführer (Führerbefehl 79)